# Ростовська операція (1942)

Карта битви за Ростов у липні 1942 року

Не варто плутати з Ростовськими операціями 1941 та 1943 років
Ростовська операція (1942) — оборонна операція радянських військ лівого крила Південного фронту в ході проведення військами Вермахту стратегічного наступу на півдні СРСР влітку 1942 року.